# Georg Gliemeroth
Georg Gliemeroth (* 2. November 1907 in Kassel; † 18. September 1982 in Stuttgart-Hohenheim) war ein deutscher Pflanzenbauwissenschaftler.

## Lebensweg
Georg Gliemeroth studierte zunächst Landwirtschaft in Göttingen, später an der Landwirtschaftlichen Hochschule zu Berlin, wo er 1932 promovierte. Nach dreijähriger Tätigkeit als Wirtschaftsberater in Mecklenburg trat er 1935 als Assistent in das Institut für Pflanzenbau an der Universität Göttingen ein. 1938 habilitierte er sich mit einer Arbeit über Weizenmischsaaten. 1946 wurde er zum außerordentlichen Professor ernannt. 1963 folgte er einem Ruf auf den Lehrstuhl für Acker- und Pflanzenbau der Universität Stuttgart-Hohenheim.

## Forschungsschwerpunkte
Der Wasserhaushalt der Lössböden und seine Beeinflussung durch Pflanzenbestand und Bodenbearbeitung war eindeutig der Forschungsschwerpunkt seiner Göttinger Zeit. Gliemeroth erkannte, dass nur mit detaillierten Daten über Wachstum und Entwicklung der Pflanzenwurzeln neue Erkenntnisse gewonnen werden können. Deshalb führte er neben seinen Messungen zum Wasserhaushalt und zur Bodenstruktur umfangreiche Wurzeluntersuchungen durch. Viele der hierbei angewandten Methoden wurden für die weitere pflanzenbauliche Forschung richtungweisend. Die meisten seiner Forschungsergebnisse hat er in der „Zeitschrift für Acker- und Pflanzenbau“ veröffentlicht.
Beachtenswert sind auch Gliemeroths Untersuchungen über die Stickstoffverlagerung in Lössböden, über die Probleme der Stickstoffdüngung beim Anbau von Leguminosen und über die Möglichkeiten, die Bodenfruchtbarkeit durch entsprechende Humusdüngung zu verbessern. In Hohenheim widmete er sich über zehn Jahre lang überwiegend der Fruchtfolgeforschung. 
Gliemeroths 1951 und 1953 veröffentlichte Literaturberichte über die Forschungen auf seinem Fachgebiet sind auch heute noch die wichtigste bibliographische Quelle über die wissenschaftlichen Aktivitäten der deutschen Pflanzenbauwissenschaft in den ersten Jahren nach dem Zweiten Weltkrieg.

## Schriften
- Bericht über die Forschungsergebnisse auf dem Gebiet des Acker- und Pflanzenbaues im Bundesgebiet seit 1945. Herausgegeben vom  Landwirtschaftlichen Forschungsrat Stuttgart-Hohenheim, o. J. (1951).
- Bericht über die Forschungsergebnisse auf dem Gebiet des Acker- und Pflanzenbaues seit Kriegsende. 2. Bericht für den Zeitraum vom März 1951 bis März 1953. Herausgegeben vom Land- und Forstwirtschaftlichen Forschungsrat e. V. Bad Godesberg o. J. (1953).